# 이형택
이형택(李亨澤, 1976년 1월 3일~)은 대한민국의 테니스 선수이다. 오른손잡이이며 한손 백핸드를 구사하고, 하드 코트에 강하다. 개인 최고 랭킹은 2007년 8월에 기록한 세계 랭킹 36위이다. 2009년 7월 데이비스컵을 마지막으로 국가대표 활동을 중단했으며, 같은 해 10월 열린 삼성증권 챌린저 대회 출전을 끝으로 현역에서 은퇴하였다. 은퇴 이후에는 춘천에서 '이형택 테니스 아카데미'를 운영하며 지도자로 활동하고 있다. 2010년 5월부터는 KBS N 스포츠의 테니스 해설위원으로 활동하고 있다.. 2014년 11월부터는 MBC 스포츠플러스의 테니스 해설위원으로 활동했다. 2015년, 2016년에도 MBC 스포츠플러스에서 중계방송된 국제 프리미어 테니스리그 대회에서 해설을 맡았으며,
2016년에 다시 KBS N 스포츠의 해설위원으로 복귀했다.

## 학력
- 우천초등학교 (1988년 졸업)
- 원주중학교 (1991년 졸업)
- 봉의고등학교 (1994년 졸업)
- 건국대학교 (1998년 졸업)

## 방송
- 2019년 JTBC 《뭉쳐야 찬다》 - 고정출연 (2019년 6월 13일 ~ 2021년 1월 31일)
- 2020년 《생방송 행복드림 로또 6/45》- 게스트 923회
- 2021년 JTBC 《뭉쳐야 쏜다》 - 고정출연 (2021년 2월 7일 ~ 2021년 7월 18일)
- 2021년 JTBC 《뭉쳐야 찬다2》 - 고정출연 (2021년 8월 9일 ~ 현재)
- 2022년 JTBC 《전설체전》 - 고정출연 (2022년 1월 11일 ~ 현재)
- 2023년 SBS 《집사부일체 시즌2》 -  게스트(2023년 1월 1일)

## 성장 과정
이형택은 강원도 횡성에서 태어났다. 9세에 학교 선생님으로부터 테니스를 배우기 시작, 건국대 2학년이었던 1995년에 프로로 데뷔하였다.

## 선수 경력

### 2000년
US 오픈에서 16강에 진출하여 이덕희가 1981년 메이저 대회인 프랑스오픈 대회 16강에 진출한 이후 대한민국 선수로는 두 번째로, 남자 선수로는 최초로 메이저 대회 16강 진출에 성공하였다. 16강전에서는 피트 샘프라스에게 패했다.

### 2003년
시드니에서 열린 아디다스 국제 대회에서 앤디 로딕을 꺾고 마라트 사핀을 상대로 부전승을 거두는 등 승승장구하여 결승전에서 후안 카를로스 페레로를 꺾고 대한민국 남자 테니스 사상 첫 ATP 투어 대회 우승을 기록하였다. 남녀를 통틀어서는 1982년 이덕희의 포트 마이어 대회 우승 이후 최초의 투어 대회 우승이었다. 같은 해 벨라루스의 블라디미르 볼치코프와 함께 캘리포니아 산호세에서 열린 SAP 오픈 복식에 참가하여 대한민국 최초의 ATP 투어 복식 우승도 기록하였다.

### 2006년
윔블던 2회전에서 과거 이 대회 우승자이자 4강에도 두 번 진출했던 오스트레일리아의 레이튼 휴이트를 만나 세 번의 타이브레이크를 포함, 5 세트 접전 끝에 패하였다. 이형택은 3세트 타이브레이크에서 세트 포인트를 따낼 수 있었으나 선심의 잘못된 라인콜로 인해 포인트를 잃은 뒤 결국 세트를 내주고 말았다. 이형택은 4세트를 따내 다시 2-2를 만드는데 성공했으나 마지막 세트에서 결국 패하고 말았다. 이 경기에서 승리한 휴이트는 8강까지 진출했다.
2006년 이형택은 선수 경력 중 가장 많은 한 해 3 개의 타이틀을 획득했다.

### 2007년
US 오픈에서 4회전(16강)에 진출, 그의 그랜드 슬램 최고 성적을 기록하였다. 1회전에서는 도미니크 에르바티를 만나 5세트 접전 끝에 승리하였으며 2회전에서는 14번 시드였던 기예르모 카냐스를 3-0으로 꺾었다. 3회전에서는 9번 시드였던 앤디 머레이를 만나 첫 두 세트를 손쉽게 따내면서 유리하게 출발, 결국 3-1로 승리하며 기염을 토했다. 4회전에서 4번 시드의 니콜라이 다비덴코를 만나 0-3으로 패했다.
US 오픈 16강 진출로서 이형택의 US 오픈 시리즈 참가는 매우 고무적인 성과를 거두며 마무리 되었다. 2007년 US 오픈 시리즈 중 그는 로스 앤젤레스에서 열린 컨츄리와이드 클래식에서 4강에, 그리고 인디애나폴리스 테니스 챔피언십과 랙 메이슨 테니스 클래식에서 8강에 진출하였다.
2007년은 대회 성적과 상금 등 많은 면에서 그의 선수 경력 중 최고의 성과를 올린 한 해였다. 그는 그의 선수 경력 중 가장 많은 시즌 25승을 거두었으며 386,230달러의 상금을 벌어들였다. 하드 코트에서 16승 15패, 클레이 코트에서 5승 5패, 잔디 코트에서 3승 3패, 그리고 카펫 코트에서 1승을 거두었다. 8월에는 그의 생애 최고인 세계 랭킹 36위를 기록하였다.

### 2009년
부상 등으로 인해 2008년 한 해 동안 부진한 성적을 보였던 이형택은, 2009년 들어 랭킹이 100위권 바깥으로 밀려나게 되었다. 그는 이 해 7월 10일부터 14일까지 열린 한국과 중국의 데이비스 컵 아시아·오세아니아 지역 1그룹 플레이오프 2라운드 경기를 마지막으로 국가대표에서 은퇴하였으며, 10월 26일부터 시작되는 삼성증권배 국제남자챌린저대회를 마지막으로 모든 선수 활동을 마감하고 은퇴할 계획임을 발표하였다. 이 대회 첫 경기에서 허벅지 통증으로 기권해 1회전에서 탈락한 이형택은, 이후 11월 1일 은퇴식을 갖고 선수생활을 마감하였다.
2009년 9월 12일에는 춘천 송암스포츠타운 국제테니스장에서 '이형택 테니스 아카데미'를 오픈하였다.

### 2013년
이형택은 2013년 5월 부산 오픈 챌린저 대회 복식에 임규태와 함께 와일드카드로 출전하여 현역 선수로 복귀하였다. 1회전에서 이형택-임규태조는 오스발트(오스트리아)-안드레아스 실리에스트룀(스웨덴)조에 2-6, 2-6으로 패했다. 이후 10월에는 삼성증권배 챌린저 대회 복식에 임규태와 한 조로 출전 하여 1회전에서 대회 톱시드인 마린 드라가냐-마테 파비치(이상 크로아티아)조를 만나 5-7, 2-6으로 패했다. 11월에 출전한 영월 챌린저 대회에서는 다나이 우돔촉과 짝을 이뤄 1회전에서 복귀 후 첫 승을 따내며 4강까지 진출했으나, 리신한-펑셴인(이상 대만) 팀에게 패하면서 결승 진출에는 실패했다.

## 복식
이형택은 한국계 미국인 선수인 케빈 김과 종종 복식 경기에 출전하였다. 두 사람은 2005년 프랑스 오픈 복식에서 3회전에 진출하기도 했다.

## 플레이 스타일
오른손잡이이고 한손 백핸드를 구사하며, 공격적인 백핸드 다운더라인 샷을 자주 구사한다. 빠른 발로 코트 전체를 넓게 사용하면서 그라운드 스트로크를 주무기로 삼는 올라운드형 플레이어이다. 한국에서는 클레이 코트가 주류를 이루고 있지만 그가 좋아하는 코트는 하드 코트이다. 전 국가대표 테니스 선수였던 윤용일이 2006년 3월부터 은퇴시까지 그의 코치 역할을 담당했다.

## 통산 타이틀

### 단식 타이틀
| 대회 종류               |
| 그랜드 슬램 (0)         |
| 마스터스 컵 (0)         |
| ATP 마스터스 시리즈 (0) |
| ATP 투어 (1)            |
| 챌린저 (13)             |

#### ATP 투어 타이틀 (1)
| No. | 일시           | 대회                        | 코트 종류 | 결승 상대            | 스코어        |
| 1.  | 2003년 1월 6일 | 메디뱅크 인터내셔널, 시드니 | 하드      | 후안 카를로스 페레로 | 4–6, 7–6, 7–6 |

#### 챌린저 타이틀 (13)
| No. | 일시             | 대회                         | 코트 종류 | 결승 상대          | 스코어              |
| --- | ---------------- | ---------------------------- | --------- | ------------------ | ------------------- |
| 1.  | 1999년 11월 1일  | 요코하마                     | 하드      | 파라돈 시차판      | 6-3, 6-0            |
| 2.  | 2000년 8월 14일  | 브롱크스                     | 하드      | 레지날 빌럼스      | 6-4, 6-1            |
| 3.  | 2000년 11월 일   | 삼성증권배 챌린저, 서울      | 하드      | 라데크 슈테파네크  | 6-4, 6-4            |
| 4.  | 2001년 10월 22일 | 삼성증권배 챌린저, 서울      | 하드      | 모토무라 고이치    | 6-4, 6-4            |
| 5.  | 2002년 11월 25일 | 요코하마                     | 카펫      | 욘 판 로튐         | 2-6, 7-6(2), 7-6(6) |
| 6.  | 2003년 9월 15일  | 삼성증권배 챌린저, 서울      | 하드      | 데니스 판 스헤핑언 | 6-3, 6-3            |
| 7.  | 2004년 9월 6일   | 삼성증권배 챌린저, 서울      | 하드      | 장르네 리즈나르    | 3-6, 7-5, 6-2       |
| 8.  | 2005년 10월 24일 | 삼성증권배 챌린저, 서울      | 하드      | 니콜라 토만        | 4-6, 6-1, 7-6(6)    |
| 9.  | 2006년 5월 29일  | 부산 오픈, 부산              | 하드      | 다나이 우돔촉      | 6-3, 6-2            |
| 10. | 2006년 7월 24일  | 렉싱턴                       | 하드      | 에이머 델릭        | 5-7, 6-2, 6-3       |
| 11. | 2006년 10월 30일 | 삼성증권배 챌린저 대회, 서울 | 하드      | 비외른 파우        | 6-2, 6-2            |
| 12. | 2008년 10월 20일 | 삼성증권배 챌린저 대회, 서울 | 하드      | 이보 미나르        | 6-4, 6-0            |
| 13. | 2008년 11월 17일 | 요코하마                     | 하드      | 소에다 고          | 7-5, 6-3            |

### 그랜드 슬램 단식 성적 연대표
| 대회        | 2008 | 2007 | 2006 | 2005 | 2004 | 2003 | 2002 | 2001 | 2000 |
| ----------- | ---- | ---- | ---- | ---- | ---- | ---- | ---- | ---- | ---- |
| 호주 오픈   | 2R   | 1R   | 1R   | 1R   | 1R   | 2R   | -    | 1R   | -    |
| 프랑스 오픈 | 2R   | 1R   | -    | 3R   | 3R   | 1R   | 1R   | -    | -    |
| 윔블던      | 1R   | 3R   | 2R   | 2R   | -    | 1R   | 2R   | 1R   | -    |
| US 오픈     | 1R   | 4R   | 2R   | 1R   | 3R   | 2R   | 1R   | 1R   | 4R   |

### 복식 타이틀 (1)
| 대회 종류               |
| 그랜드 슬램 (0)         |
| 마스터스 컵 (0)         |
| ATP 마스터스 시리즈 (0) |
| ATP 투어 (1)            |

#### ATP 투어 타이틀 (1)
| No. | 일시            | 대회              | 코트 종류 | 파트너              | 결승 상대                   | 스코어        |
| --- | --------------- | ----------------- | --------- | ------------------- | --------------------------- | ------------- |
| 1.  | 2003년 2월 10일 | SAP 오픈, 산 호세 | 하드      | 블라디미르 볼치코프 | 폴 골드스타인 로버트 켄드릭 | 7-5, 4-6, 6-3 |